# Központosított közbeszerzés
A központosított közbeszerzés a központi beszerző szerv közvetítői tevékenysége, melynek során áruk, szolgáltatások vagy építési beruházások beszerzését segíti a közbeszerzésre kötelezett ajánlatkérők számára.
A hétköznapi életben és a jogszabályokban is leggyakrabban a keretmegállapodások megkötését tekintik a központosított közbeszerzés lényegének. Valójában a beszerző másféle támogatást is nyújthat az ajánlatkérőknek.
A központosított beszerzés igénybevétele jogszabályok által meghatározott esetekben kötelező, de önként is lehet csatlakozni valamely beszerzési rendszerhez, ha annak kapacitásai azt lehetővé teszik.

## Története
Az első magyar közbeszerzési törvény az 1995. évi XL. törvény volt. A kormány ennek felhatalmazása alapján alkotta meg a központosított közbeszerzések részletes szabályairól szóló 125/1996. (VII. 24.) és a központi költségvetési szervek központosított közbeszerzési rendszerében országosan kiemelt termékek állami normatíváiról szóló 240/1996. (XII. 27.) Korm. rendeleteit. Előbbi a beszerzési eljárás szabályait, utóbbi az állami normatívarendszert (a beszerzési körbe tartozó termékeket és ezek tulajdonságait) állapította meg. A szabályozás egyik fő célja a beszerzés szabványosítása, azaz azonos vagy hasonló tulajdonságú, tipizált termékek koncentrált, nagy tömegű beszerzésének a megteremtése volt. Másik fontos célja pedig a beszerzés tervszerűségének növelése. A jogalkotó mindettől azt remélte, hogy racionalizálni tudja az államháztartási kiadásokat és csökkenteni az állami ráfordításokat.
1997 és 1999 között egy sokszereplős modell jött létre a központi költségvetési szervek beszerzési rendszeréről szóló 2211/1996. (VII. 24.) Korm. határozat alapján. A beszerzési rendszerekhez kapcsolódó koordináló feladatokat a Pénzügyminisztérium látta el. Az állami normatívákat a Miniszterelnökség és az Ipari és Kereskedelmi Minisztérium alakította ki. Két beszerző szervezet működött, a Belügyminisztériumban a Központi Beszerzési Iroda (KBI) és a Miniszterelnökségen a Közbeszerzési és Gazdasági Igazgatóság (KGI). A határozat célul tűzte a felsőoktatási és az egészségügyi intézmények bevonását is a központosított közbeszerzési rendszerbe minél szélesebb körben.
A 2000-es évek elején több kormányhatározat is született az elektronikus közbeszerzés megalapozása érdekében [2146/2000. (VI. 30.) Korm. határozat az elektronikus közbeszerzés rendszerének koncepciójáról és a létrehozásával kapcsolatban szükséges intézkedésekről, 2068/2002. (III. 21.) Korm. határozat az elektronikus közbeszerzési rendszer működtetőjéről]. E határozatok kifejezték, hogy a központosított közbeszerzésnek fokozatosan elektronikusan kell megvalósulnia, azonban a 2002-es kormányváltás után a fejlesztés elakadt.
Az Európai Unióhoz való csatlakozáskor született 2003. évi CXXIX. törvény alapján újraszabályozták a központosított közbeszerzések rendszerét is. A szabályokat a központosított közbeszerzési rendszerről, valamint a központi beszerző szervezet feladat- és hatásköréről szóló 168/2004. (V. 25.) Korm. rendeletbe foglalták. E rendelet létrehozta a Központi Szolgáltatási Főigazgatóságot (KSZF) és központi beszerző szervezetként, illetve elektronikus közbeszerzési szolgáltatóként jelölte ki. Megalkotásra került továbbá a közbeszerzési eljárásokban elektronikusan gyakorolható eljárási cselekmények szabályairól és az Elektronikus Közbeszerzési Rendszerről szóló 167/2004. (V. 25.) Korm. rendelet és az országosan kiemelt termékekre vonatkozó állami normatívákról szóló 1/2004. (MK 108.) MeHVM tájékoztató. A reform további elemeként működni kezdett a közbeszerzések elektronikus támogatását biztosító elektronikus közbeszerzési rendszer (EKR), amit azonban nem így, hanem KSZF portálnak neveztek a hétköznapokban. A 2004-ben létrehozott alkalmazásnak nincs köze a 2018-tól működő, szintén elektronikus közbeszerzési rendszernek (EKR) nevezett portálhoz.
A 2011. évi törvény új alapokra helyezte a közbeszerzés rendszerét, majd a jogi után a szervezeti és technológiai fejlesztés is megkezdődött. Ennek első jele a központosított közbeszerzési portál fejlesztéséről szóló 1277/2013. (V. 24.) Korm. határozat volt, ami a KSZF portál korszerűsítését tűzte célul. A KSZF-et közben átnevezték Közbeszerzési és Ellátási Főigazgatóságra (KEF), egyidejűleg a nemzeti fejlesztési miniszter irányítása alá került. Napjainkban a KEF nyolc kiemelt termékkategóriában (pl. kommunikációs eszközök és szolgáltatások, irodabútorok, gépjárművek) kínál termékeket, s mellette más központi beszerzők is működnek az egészségügy és a kormányzati kommunikáció terén.

## Központosított közbeszerzés

### Tevékenység
A központosított közbeszerzés lebonyolításakor az ajánlatkérésre feljogosított szerv a központi beszerző szervezet. A beszerző kétféle tevékenységet végezhet:
- megrendelés ajánlatkérők számára való továbbértékesítés céljából (nagykereskedelem),
- szerződések vagy keretmegállapodások megkötése ajánlatkérők számára.

Az első pontba tartozó esetek a bizományosi vagy a közvetítői szerződéshez hasonlítanak. A közbeszerzési törvény nem foglalkozik vele részletesen, szabályait a polgári törvénykönyv tartalmazza.
A keretmegállapodások esetén arról van szó, hogy a központi beszerző szervezet lefolytat egy közbeszerzési eljárást és megállapodást köt a szállítókkal. Tényleges megrendelésre, szállításra és fizetésre azonban csak egy második körben kerül sor. Ebben a második körben már a valódi ajánlatkérők „rendelnek” a tényleges igényeik szerint, méghozzá a korábban megkötött keretmegállapodás feltételei (ár, minőség, szállítási határidő stb.) alapján.

### Előnyei
A központosított közbeszerzés centralizált beszerzési mód. Előnye, hogy nagy tömegben kerül beszerzésre valamely termék és így jelentős árkedvezmény érhető el. Másik előnye, hogy a beszerzési folyamat fontos részeit (piackutatás, versenyeztetés, szerződéskötés) professzionális szervezet folytatja le, ezért az eljárás gyorsabban, hatékonyabban zajlik.
A keretmegállapodások hátránya, hogy rugalmatlanok (csak olyan termék rendelhető, amit bevontak a megállapodásba), valamint hogy monopolhelyzetek jöhetnek létre (gyakran négy évre kötik a megállapodást, közben pl. új technológiák születhetnek, új versenytársak jelenhetnek meg a piacon). A keretmegállapodáshoz hasonló, de az említett hátrányokat kiküszöbölő beszerzési mód a dinamikus beszerzési rendszer (DBR).

## Kapcsolódó jog
- A közbeszerzésekről szóló 2015. évi CXLIII. törvény, 3. § 25-26. pont, 31-32. §. Wolters Kluwer, net.jogtar.hu. (Hozzáférés: 2019. április 11.)
- 168/2004. (V. 25.) Korm. rendelet a központosított közbeszerzési rendszerről, valamint a központi beszerző szervezet feladat- és hatásköréről. Wolters Kluwer, net.jogtar.hu. (Hozzáférés: 2019. április 11.)

## Kapcsolódó irodalom
- A közbeszerzésekről szóló 2015. évi CXLIII. törvény kommentárja. Budapest: Magyar Közlöny Lap- és Könyvkiadó Kft., 119-124. o. (2019). ISBN ISBN 978-615-5710-65-0